# Molenwaard
Molenwaard – dawna gmina w Holandii, w prowincji Holandia Południowa. Utworzona 1 stycznia 2013 z połączenia gmin Graafstroom, Liesveld i Nieuw-Lekkerland. Gminę zniesiono 1 stycznia 2019, łącząc ją z gminą Giessenlanden. Nowo powstała gmina nosi nazwę Molenlanden.